# Tragopogon porrifolius

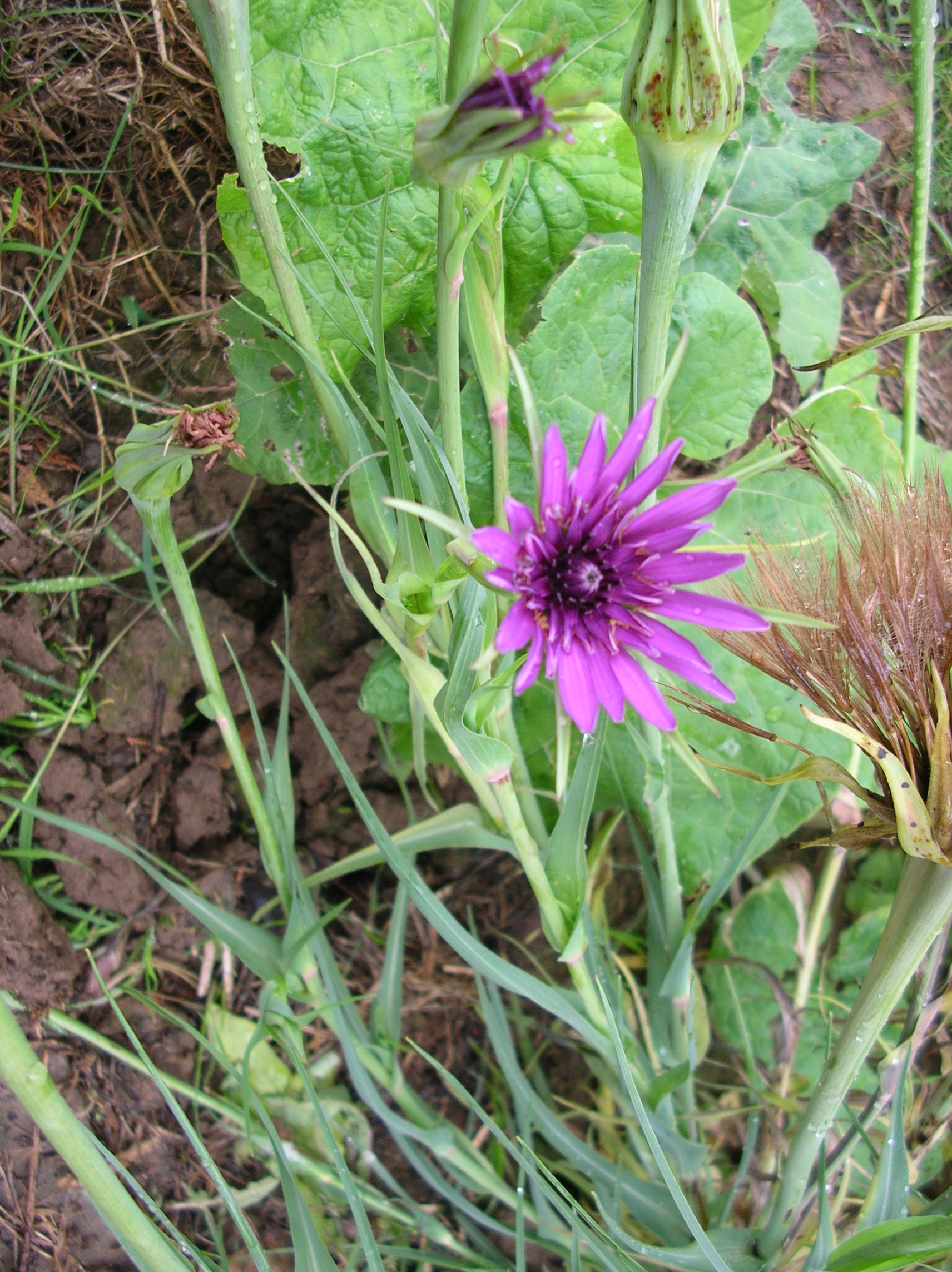
Vista general en antesis

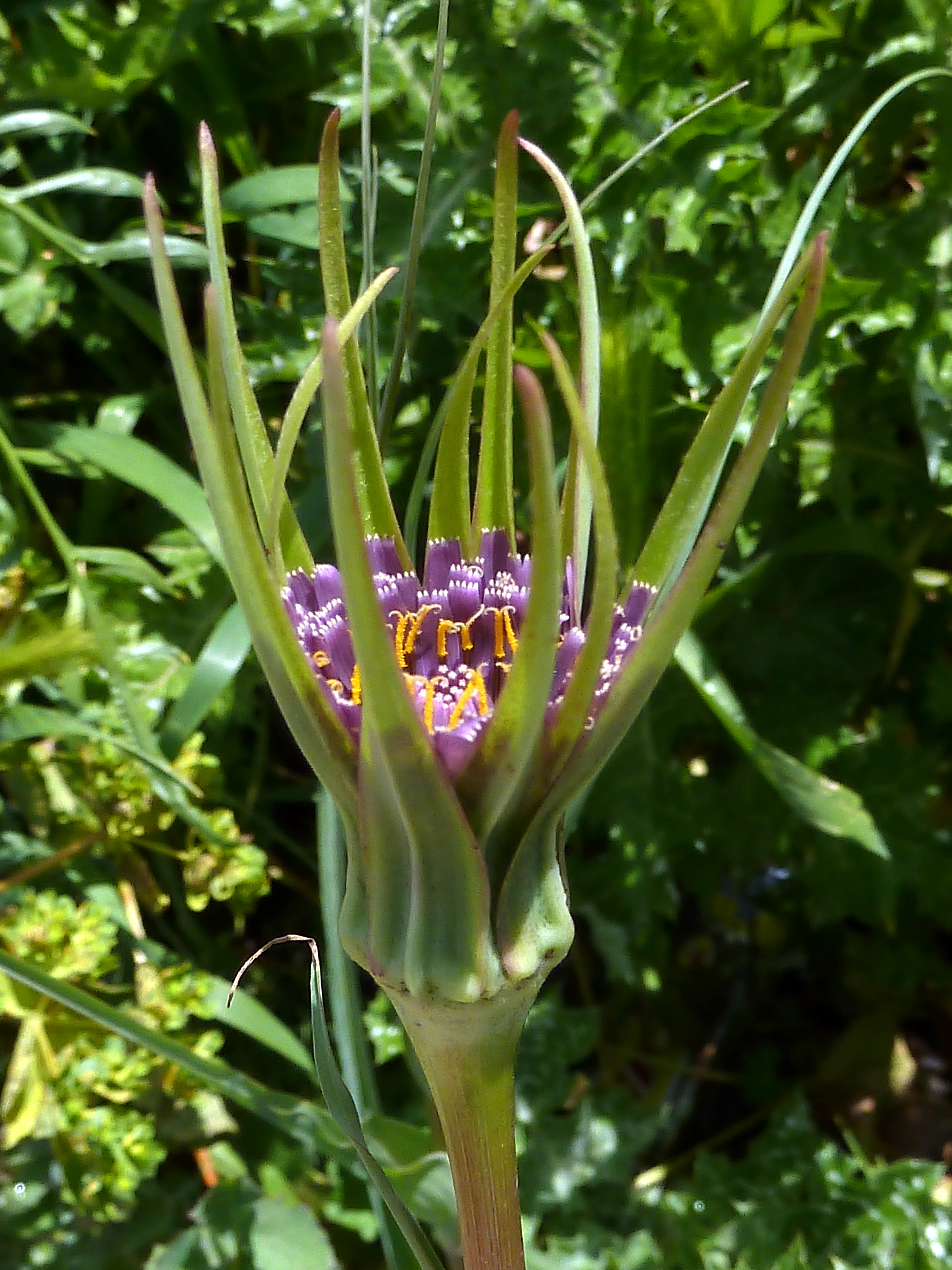
Capítulo en floración incipiente: vista lateral evidenciando el pedúnculo apicalmente inflado y las largas brácteas involucrales lineares acuminadas

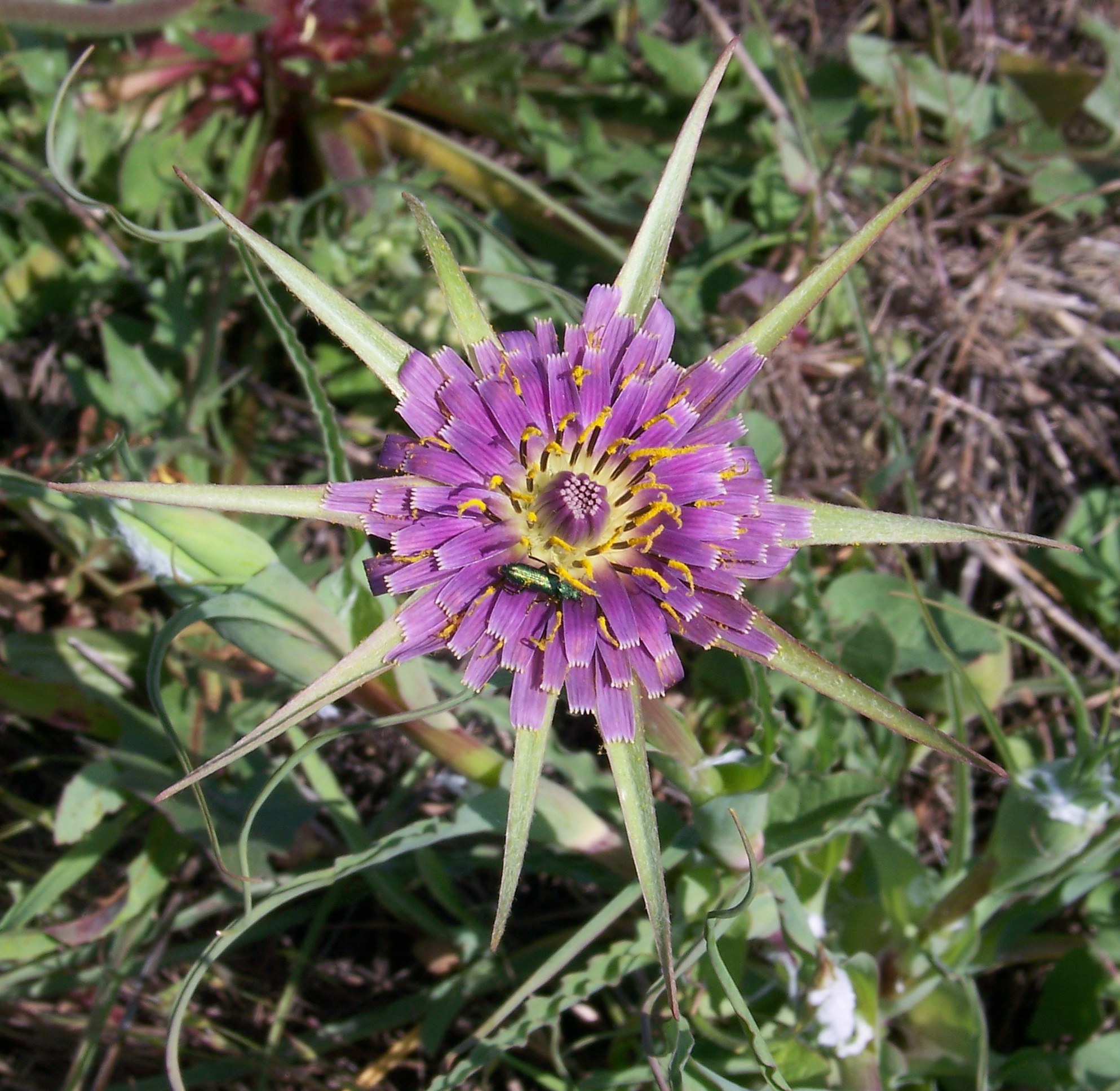
Capítulo en floración con sus largas brácteas involucrales extendidas.

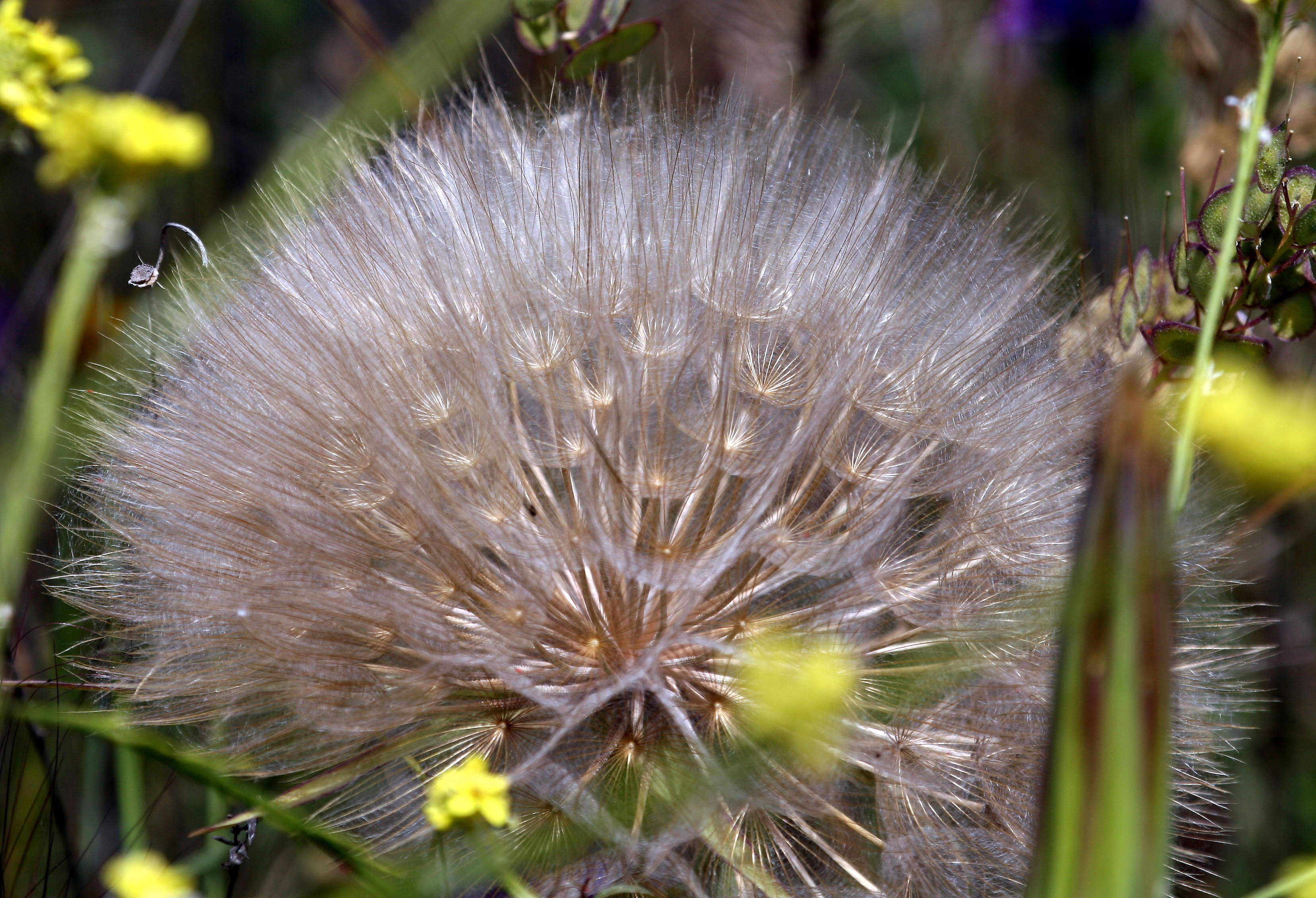
Capítulo post antesis con cipselas de vilano plumoso.

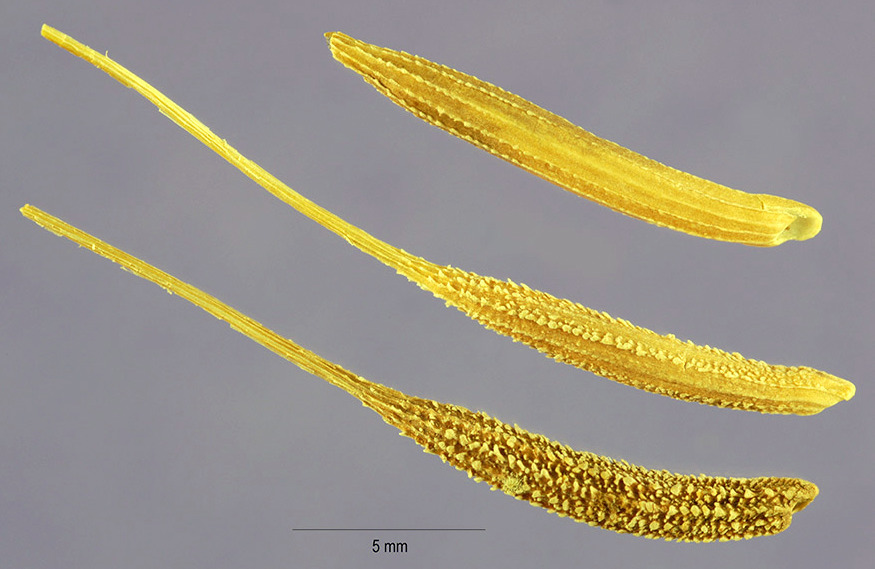
Cipselas desprovistas de su vilano

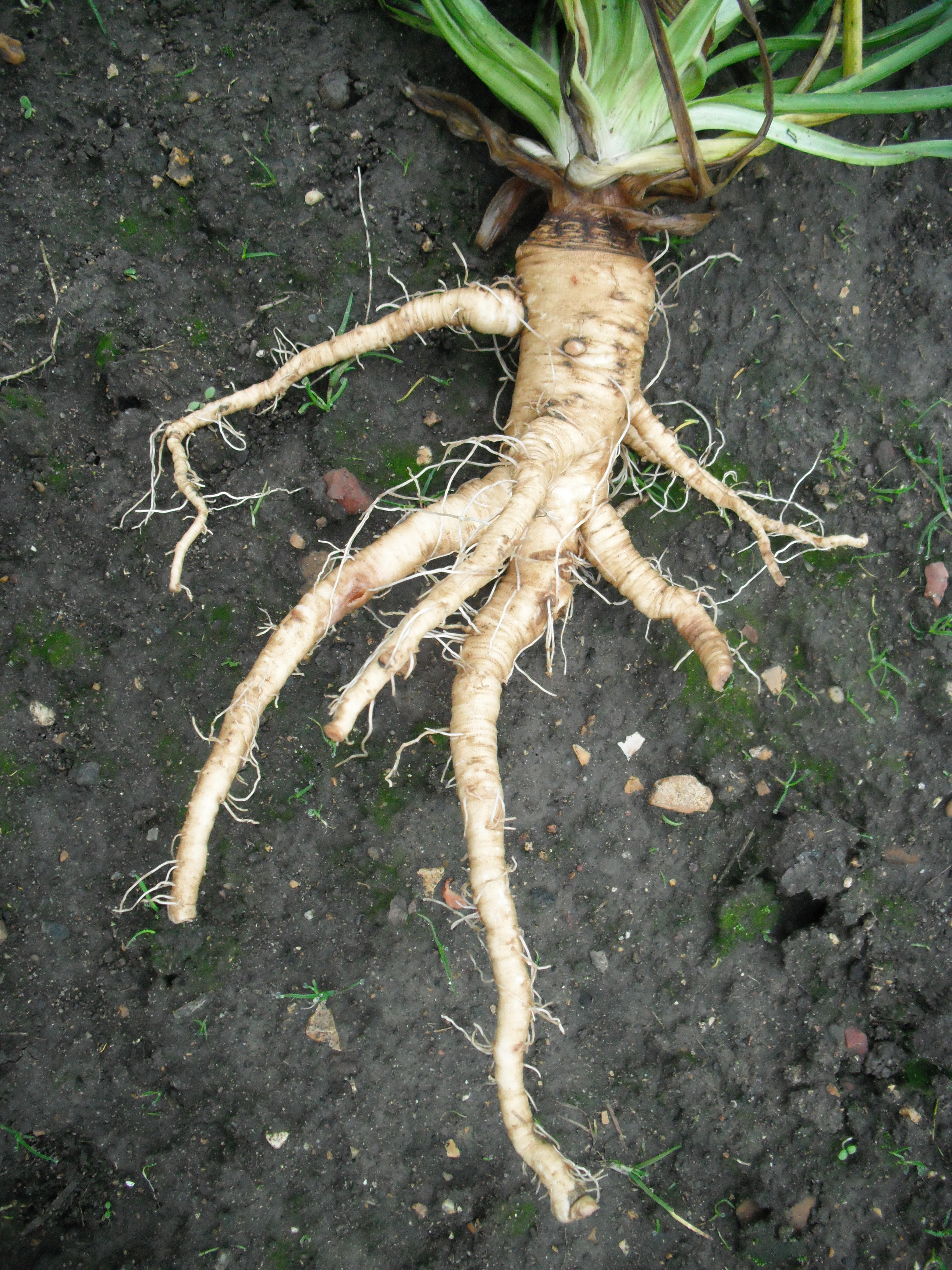
Raiz

Tragopogon porrifolius, conocido comúnmente como salsifí o barba cabruna, entre otros, es una especie de planta herbácea del género Tragopogon de la familia de las asteráceas.

## Descripción
Se trata de una planta herbácea anual, bienal o perenne con el tallo erecto, glabro o algo tomentoso, simple o parcialmente ramificado y que puede medir desde 30-40 cm hasta 1,5 m de altura. Tiene una raíz robusta y largamente cónica comestible. Las hojas basales —no organizadas en roseta— y caulinares, semi-amplexicaules y de forma linear a lanceolada, miden 15-40 cm de largo por medio centímetro de ancho y tienen los márgenes a menudo ondulados y el ápice acuminado; pueden ser glabras o tomentosa-lanudas. Los capítulos, soportados por un pedúnculo apicalmente hinchado, son usualmente solitarios y su involucro, de 4-5 cm en la antesis hasta 8 cm en la fructificación, está constituido por 7-8 brácteas lineares glabras de 3-4 cm de largo. Rodean un receptáculo desnudo que soporta una 85-110 lígulas de color violeta-purpúreo, a veces amarillas en su base, y con el tubo apicalmente peludo. Dichas lígulas engendran cipselas fusiformes, algo curvadas, con el cuerpo ornamentado por 10 costillas más o menos tuberculadas acabadas en un largo y fino pico acostillado, liso y apicalmente inflado en un disco tomentoso que soporta un vilano persistente de pelos fina y densamente plumosos.

## Distribución y hábitat
Es una especie nativa de Europa mediterránea occidental y meridional  —incluidas sus islas (Baleares, Córcega y Cerdeña)— así como de África del Norte extendiéndose hasta más allá de Pakistán. Ha sido introducida y se ha naturalizado, e incluso cultivada, en Europa central y septentrional; en África del sur, Norteamérica, el Cono sur (Argentina, Chile, donde se cultiva localmente) 9, Australia y Nueva Zelanda.

Como todas las especies del género, crece en prados y praderas algo soleados y suelos nitrificados, pero en sitios más secos que los donde crece Tragopogon pratensis y menos soleados que los donde vive Tragopogon dubius.

Florece y fructifica de mayo hasta agosto.

En la península ibérica se encuentra dispersa en todo el territorio, excepto en Portugal, donde escasea. Está también presente en las Islas Baleares y las Islas Canarias; en estas últimas, es dudoso que sea nativa.

## Usos
La planta es comestible, pero las raíces y las hojas son más apetecibles cuando se recolectan antes de que se produzca el tallo de la flor. La raíz se caracteriza por tener un sabor suave cuando no se cocina, descrita como espárragos. Las capas exteriores se pueden raspar, con la raíz sumergida en agua fría para conservar su color. Si son demasiado duros para comer, se pueden hervir con una pizca de bicarbonato de sodio y un cambio de agua. Las raíces jóvenes crudas se pueden rallar para usarlas en ensaladas, pero las raíces más viejas se cocinan mejor. Se pueden agregar a sopas, guisos o salteados. Se recomienda el puré de salsifí (solo o con patata incluida) con el pescado.
Los brotes en flor se pueden usar como espárragos, crudos o cocidos, y las flores se pueden agregar a la ensalada, mientras que las semillas germinadas se pueden usar en ensaladas o sándwiches.
El salsifí crudo es 77% agua, 19% carbohidratos, 3% proteína y contiene <5% de grasa. En una cantidad de referencia de 100 gramos, el salsifí crudo aporta 82 calorías y contenidos moderados de riboflavina, vitamina B6, vitamina C, manganeso y fósforo.

## Taxonomía
La especie ha sido descrita originalmente como Tragopogon Porri folio por Joseph Pitton de Tournefort en Institutiones Rei Herbariae, vol. 1, p. 477 en el año 1700 y ha sido ulteriormente validada por Carlos Linneo y publicado en Species Plantarum, vol. 2, p. 789 en 1753 como Tragopogon porrifolium, sin indicación de locus typicus.
Etimología
- Tragopogon: prestado del latín trǎgŏpōgōn, -ōnis, vocablo derivado directamente del griego τραγοπώγων y compuesto por los vocablos τράγοζ, -ου, cabra, chivo, y πώγων, -ώνος, barba; o sea «barba de chivo», por el penacho de pelos plumosos blancos del vilano que sobresalen en el ápice de las inflorescencias, casi siempre cerradas, y que se asemejan a la barbilla del macho cabrío.[10] Empleado por Plinio el Viejo en su Naturalis Historia (27, 142) con el mismo significado y que lo considera sin la menor utilidad.[11][12][13]
- porrifolius: del latín porrum, -i, el puerro y folǐum, -ǐi, hoja; o sea  «con hojas de puerro».[11]

Es la especie tipo del género Tragopogon; su lectotipo fue designado en 1992 por Consuelo Díaz de Guardia y Gabriel Blanca a partir de un ejemplar del Herbario de Joachim Burser (1583-1639) conservado en la Universidad de Uppsala (Suecia), debido a que el espécimen del herbario del propio Linneo no es válido para conservarlo como tipo.
Subespecies aceptadas
- Tragopogon porrifolius subsp. australis (Jord.) Nyman
- Tragopogon porrifolius subsp. cupani (Guss. ex DC.) I.Richardson
- Tragopogon porrifolius subsp. eriospermus (Ten.) Greuter]
- Tragopogon porrifolius subsp. longirostris (Sch.Bip.) Greuter
- Tragopogon porrifolius subsp. macrocephalus Pomel ex Batt.[15]

Todos los otros taxones infraespecíficos descritos son meras sinonimías.
Sinónimos
- Tragopogon australis Jord.
- Tragopogon porrifolius var. cupani (Guss.) Fiori
- Tragopogon porrifolius var. aequalis Farw.
- Tragopogon porrifolius subsp. sativus, nom. inval.
- Tragopogon sativus Gaterau, nom. illeg,
- Tragopogon sinuatus Avé-Lall.[15][1]

## Citología
- 2n=12[16][17][18][19]

## Hibridación
Linneo había ya obtenido artificialmente en 1759 híbridos entre Tragopogon pratensis y  Tragopogon porrifolius con lígulas de color purpuráceo y de bases amarillas. Este híbrido fue encontrado ulteriormente en estado natural, primero en Suecia (Tragopogon porrifolio-pratensis Gosselm), luego en el oeste y centro de Francia y descrito entonces por Georges Rouy como Tragopogon × mirabilis, a veces citado como T. × mirabile.

La especie, introducida en Estados Unidos donde se volvió maleza invasora, ha dado lugar a un híbrido alopoliploide (2n=24) fértil endémico de zonas limitadas de Estados Unidos (Estados de Washington y de Idaho): Tragopogon mirus (Tragopogon dubius × Tragopogon porrifolius).
También en Estados Unidos (Estado de Maryland) se ha descrito otro híbrido fértil de parientes europeos introducidos/naturalizados: Tragopogon × neohybridus Farw., nacido del cruce de Tragopogon porrifolius y Tragopogon pratensis var. tortilis, y que presenta lígulas de un color Rojo Neutro correspondiente exactamente a la mezcla, artificial, de los colores básicos de las especies progenitoras (Amarillo Limón y Purpureo Lavanda Claro), determinados los 3 colores según la escala cromática en vigor en Estados Unidos en la época de la descripción (Color standards and color nomenclature de Robert Ridgway, 1912).

## Nombres vernáculos
- Castellano: barba cabruna (10), barba de cabra (5), barba de cabrón, barbaja (2), barbón (5), hierba del costado (2), ostra vegetal, planta de ostras, rosetón de Villaviciosa, salsifí (9), salsifí blanca, salsifí blanco (6), teta de vaca (2), tetas de vaca (2), tetilla de vaca, tetillón, verbaja (las cifras entre paréntesis indican la frecuencia del uso del vocablo en España).[5][25]